# Скуениекс, Кнутс
Кнутс Ску́ениекс (Кнут Эми́л(ь)евич Ску́ениекс; латыш. Knuts Skujenieks; 5 сентября 1936, Рига — 25 июля 2022) — латышский поэт, журналист и переводчик.

## Биография
К. Скуениекс провёл детство под Бауской, в Земгале. В 1954—1956 годах учился в ЛГУ им. П. Стучки в Риге, в 1961 году окончил Литературный институт им. А. М. Горького в Москве.
В 1962 году был обвинён в антисоветской деятельности в группе Балтийская федерация и приговорён к семи годам лагерей в Мордовии (отбывал наказание с 17.04.62 по 17.04.69). Срок наказания отбывал в Дубравлаге. Несмотря на то, что Скуениекс был плодовитым поэтом, он смог опубликовать свой первый сборник стихов только в 1978 году. Реабилитирован 6 июня 1989 года. В 1989—1991 гг. был руководителем Латвийского отделения ПЕН-клуба. Поэмы, написанные Скуениексом в заключении, опубликованы в 1990 году. Его поэзия переведена на шведский, украинский, армянский, литовский, английский, чешский, французский, турецкий, исландский, румынский и русский языки. Книги его стихов изданы в Швеции, Украине и Армении.
Переводил с украинского, испанского, греческого, литовского, финского, шведского, датского и польского языков.
Лауреат премий А. Упита (Латвия, 1987), Ятвяжской (Литва, 1993), И. Франко (Украина, 1994), Т. Транстрёмера (Швеция, 1998), Шведского фонда писателей (2000), Ежегодной литературной (Латвия, 2001), Э. Вейденбаума (Латвия, 2007), Премии Балтийской ассамблеи по литературе (2008). Награждён орденами Изабеллы Католической (Испания, 1994), Трёх звёзд 4 степени (1995), рыцарским крестом ордена Заслуг (Норвегия, 1998), Великого князя Литовского Гядиминаса (2001).

### Поэзия
- Lirika un balsis. R.: Liesma (1978)
- Iesien baltā lakatiņā. R.: Liesma (1986)
- Sēkla sniegā. R.: Liesma (1990)
- Kā putu zīmes. R.: Teātra anekdotes (1992)
- Mūžīgs pusmēness. R.: Teātra anekdotes (1993)
- Uzvarētājs nāk pa ķēķa durvīm. R. (1994)
- Patiesīgs, bet ne pilnīgs dzīvesstāsts ar 33 smukiem un nesmukiem dzejoļiem 33 gadu garumā. R.: Likteņstāsti (1996)
- Līdz kailai rokai. R.: Zvaigzne ABC (1996)
- Parkā par solu. R.: Likteņstāsti (1997)
- Tagad es esmu Aleksandrs. R.: Neputns (2006)
- Mūsu dzīve nokalpotā. R.: Nordik (2007)
- Nekā personīga. R.: Neputns (2010)
- Poga. R.: Neputns (2011)
- Simts. R.: Zvaigzne ABC (2011)

### Литературная критика
- Paša austs krekls. R.: Liesma (1987)

### Собрание сочинений
- Raksti. 1-8. R.: Nordik (2003—2008)

### Сборники
- Kā putu zīmes. R.: Teātra anekdotes (1992)
- Mūžīgs pusmēness. R.: Teātra anekdotes (1993)
- Līdz kailai rokai. R.: Zvaigzne ABC (1996)
- Parkā par solu. R.: Likteņstāsti (1997)
- Tagad es esmu Aleksandrs. R: Neputns (2006)
- Nekā personīga. R: Neputns (2010)
- Poga. R: Neputns (2011)
- Simts. R: Zvaigzne ABC (2011)

### Переводы
- Pasaules tautu lirika. R.: LVI (соавтор; 1959)
- Ukrainka L. Pērkona māsa. R.: Liesma (1970)
- Župančičs O. Bezmiegs. R.: Liesma (1971)
- Garsija Lorka F. Kliedziens. R.: Liesma (1971)
- Maksimoviča D. Es prasu žēlastību. R.: Liesma (1972)
- Giljēns N. Sensemaijā. R.: Liesma (1974)
- Šopovs A. Ugunsmīlestība. No makedoniešu valodas atdzejojis Knut Skujenieks. Sakartojis Aleksandar Romanenko Архивная копия от 9 октября 2016 на Wayback Machine. R.: Liesma (1974)
- Rics J. Liecinājumi. R.: Liesma (1977)
- Mistrāla G. Vīnaspiede. R.: Liesma (1977)
- Tilts pār Artu (греческие народные песни). R.: Liesma (1981)
- Frēdings G. Ģitāra un ermoņika. R.: Liesma (1983)
- Ābelīte (польские народные песни). R.: Liesma, 1984.
- Zeme cēla zāli (литовские народные песни) R.: Liesma (1986)
- Dziesmu dziesma. R.: Zinātne (1993)
- Lēnrots E. Kanteletara jeb somu tautas senās dziesmas un balādes. R.: Nordik (1993)
- Arfas vara (скандинавские средневековые баллады). R.: Nordik (1994)
- 101 dziesma par mīlestību 27 balsīs (европейские народные песни). R. (1995)
- Belmans K. M. Dziesmas, vīns un mazā nāve. R.: Nordik (1997)
- Kristensena I. Tauriņu ieleja. R.: Atēna (1998)
- Andersens B.. Svantes dziesmas. R.: Atēna (1999)
- Dziesma, ej viegli pa manu sirdi… (поэзия народов Европы XX в.). R.: Tapals (2001)
- Ļecs S. J. Nesaķemmētas domas. R.: Tapals (2004)
- Geda S. Sokrats runā ar vēju. R.: Tapals (2005)
- Kipras dzeja (вместе с У. Берзиньшем). R.: Adria (2007)
- Bergs B. No meža tu esi nācis (вместе с Юрисом Кронбергом). R.: Mansards (2008)
- Vitmens V.. Zāles stiebri (соавтор). R.: Neputns, 2011.

### Другие работы
- Puisīts tek uz meitiņu (сборник латышских народных песен; 1990)